# بام هايت
بام هايت هي ممثلة كندية، ولدت في 1947 في كندا.

## وصلات خارجية
- بام هايت على موقع IMDb (الإنجليزية)
- بام هايت على موقع قاعدة بيانات الفيلم (الإنجليزية)